# Трубчевск
Трубчевск (на руски: Трубчевск) е град в Русия, административен център на Трубчевски район, Брянска област. Населението на града към 1 януари 2018 година е 14 001 души.

## История
Селището е упоменато през 975 година, през 1778 година получава статут на град.

## Географска характеристика
Градът е разположен по брега на река Десна, на 94 км южно от град Брянск.

## Население
| Година | Население |
| ------ | --------- |
| 1866   | 6000      |
| 1970   | 12 000    |
| 1979   | 14 400    |
| 1989   | 16 500    |
| 1999   | 17 400    |
| 2002   | 16 300    |
| 2010   | 15 000    |
| 2012   | 14 648    |

Населението на града през 2012 година е 14 648 души.